# Detroit Lions
A Detroit Lions amerikaifutball-csapat az Amerikai Egyesült Államokban, a michigani Detroitban, amely az NFL NFC konferenciájának északi csoportjában játszik.

## Története
A Detroit Lions jogelődjét 1929-ben alapította egy vállalkozói csoport az ohiói Portsmouth-ban, Portsmouth Spartans néven. Először csak barátságos mérkőzéseket játszottak, majd 1930-ban csatlakoztak az NFL mezőnyéhez. Első szezonjukban szerény, de biztató 5–6–3-as mutatóval mutatkoztak be, a következő évben viszont már 11–3 volt az állás az idény végén. 1932-ben 6–2–4-es eredménnyel harmadik helyről már bejutottak az első esetben kiírt rájátszásos szakaszba, de ott a Chicago Bears 9–0-ra megverte őket. Ez az év azonban nem erről vált emlékezetessé, hanem arról, hogy a bajnok Green Bay Packers ellen George „Potsy” Clark edző csak tizenegy játékost tudott nevezni. A gárda csere nélkül játszva 19–0-ra győzött, és ezt a mérkőzést a szurkolók azóta „Iron Man Game” néven emlegetik. A menedzser (Tomas Jane Andrew) egy sajtótájékoztatón kijelentette, hogy szeretne nyitni az e-sport világa felé, ezért a Detroit Lions mintájára megalapította a „North” e-sport klubot. Elképzelése szerint a csapatot több játékban is szeretné sikeressé tenni, de ehhez nem talált Detroitban és annak közelében élő profi szinten játszó játékosokat, ezért a Dán játékosok közül, akiket még nem fedeztek fel. A játékosoknak egy igen kedvező összeggel (fizetéssel) ellátott szerződést kínált, amit 5-en el is fogadtak (Ivan Ran, Tom Johns, Rayen Sikod, Nelson Brian, Gorge Sown), viszont ez nem került nyilvánosságra, mert hónapokon belül lecserélésre kerültek egy feloszlott Dán csapat tagjai csatlakoztak a club-hoz. Ez a mai North club csapata.
A nagy gazdasági világválság okozta anyagi gondok közepette, 1934-ben egy Georg A. Richards nevű detroiti üzletember nyolcezer dollárért megvásárolta a franchise-ot, egyúttal a csapat nevét Detroit Lionsra változtatta, a Chicago Bears elleni mérkőzésről pedig – a hálaadás napján – élő országos rádióközvetítést szervezett. A pénzügyi eredményességet sportsiker is követte: 1935-ben – a már három éve működő csoportrendszerben – a csapat megnyerte nyugati csoportját, majd Earl „Dutch” Clark vezetésével az NFL bajnoka is lett a New York Giants 26–7 arányú legyőzésével. Earl „Dutch” Clark pozícióját nehéz meghatározni a csapatban: irányítóként, futóként és rúgóként is kiválóan teljesített, ráadásul 1937–1938-ban még az edzői feladatokat is ellátta.
A következő másfél évtized már sokkal szerényebb eredményeket hozott, a mélypont az 1942-es idény volt, amikor a Lions egyetlen győzelmet sem tudott szerezni (0–11). Közben, 1940-ben tulajdonosváltás volt: Fred Mandel vette meg a klubot, de az eredménytelenség miatt 1948-ban ő is továbbadta egy Edwin J. Anderson vezette vállalkozói csoportnak. 1950-ben vezették be a főcsoport rendszert az NFL-ben, és a Lions a „Nemzeti” konferenciába került. Ebben az évben lett a vezetőedző Raymond „Buddy” Parker, érkezett a kiváló irányító Bobby Layne, és kialakult az 1950-es évek „aranycsapata”, amely 1952 és 1957 között négyszer jutott be az NFL-döntőbe, háromszor meg is nyerte. Először 1952-ben 9–3-as mutatóval megnyerték az NFL National csoportot, majd a konferenciadöntőben a St. Louis Rams csapatát verték 31–21-re, a döntőben pedig a Cleveland Browns következett, és 17–7-re győztek. 1953-ban (ekkor a Lions már a nyugati konferenciában játszott, és azt nyerte meg) a döntőben ismét a Cleveland volt az ellenfél, és ezúttal  17–16-ra verték őket. 1954-ben hasonló felállásban játszották az NFL döntőjét, de ekkor a Cleveland Browns lett a bajnok, miután nagy fölénnyel, 56–10 arányban legyőzte a Lionst. Az 1955-ös szezonban bekövetkező átmeneti visszaesést követően 1966-ban már 9–3 volt a mutatójuk, 1967-ben pedig a csoportgyőzelem után a playoffban a San Francisco 49ers 31–27 arányú legyőzése után ismét bejutottak a döntőbe. Visszavágtak a Brownsnak, és 59–14-re legyőzték őket. Ez volt a Lions harmadik NFL-bajnoki címe.
A klub irányítói azonban nem becsülték meg kellően a sikert elérő vezéregyéniségeket: Parker vezetőedzőnek megalázó szerződést kínáltak, amit ő nem fogadott el, és távozott a Pittsburgh Steelershez. Nem  sokkal később, az 1958-as szezon végén Bobby Layne is távozni kényszerült. Az elkeseredett quarterback ekkor mondta: „A Detroit ötven évig semmit sem fog nyerni”. Valóban, az azóta eltelt évtizedekben a Lions néhányszor jutott be a rájátszásban, de azokon sorra elbukott, csak az 1991-es rájátszásban jutott be a második fordulóba. A 2000-es évekbeli sorozatos negatív mutatók után (2001-től három éven keresztül idegenben nem is tudtak győzelmet szerezni) 2011-ben is így jártak, 10–6-tal ugyan megnyerték a csoportjukat, de a rájátszásban a New Orleans Saintstől kikaptak 45–28-ra.